# Holothuria (Cystipus)
Sous-genre
Synonymes
- Fossothuria Deichmann, 1958
- Jaegerothuria Deichmann, 1958

Holothuria (Cystipus) est un sous-genre de concombres de mer de la famille des Holothuriidae.

## Systématique
Le sous-genre Holothuria (Cystipus) a été initialement créé en 1880 comme un genre à part entière par le zoologiste allemand Johann Wilhelm Haacke (1855-1912). Toutefois des données scientifiques récentes l'ont placé au rang de sous-genre du vaste genre Holothuria.

## Liste des espèces
Selon World Register of Marine Species (10 janvier 2021) :
- Holothuria casoae Laguarda-Figueras & Solís-Marín, 2009 -- Pacifique central est
- Holothuria cubana Ludwig, 1875 -- Caraïbes
- Holothuria dura Cherbonnier & Féral, 1981 -- Pacifique ouest
- Holothuria hartmeyeri (Helfer, 1912) -- Australie méridionale
- Holothuria inhabilis Selenka, 1867 -- Indo-Pacifique tropical
- Holothuria jousseaumei Cherbonnier, 1954 -- Mer Rouge
- Holothuria mammosa Cherbonnier, 1988 -- Madagascar
- Holothuria occidentalis Ludwig, 1875 -- Caraïbes
- Holothuria pseudofossor Deichmann, 1930 -- Caraïbes
- Holothuria rigida (Selenka, 1867) -- Indo-Pacifique tropical
- Holothuria succosa Erwe, 1919 -- Mer Rouge
- Holothuria turrisimperfecta Cherbonnier, 1965 -- Golfe de Guinée
- Holothuria yann Samyn in Samyn & Vandenspiegel, 2016 -- Canal du Mozambique

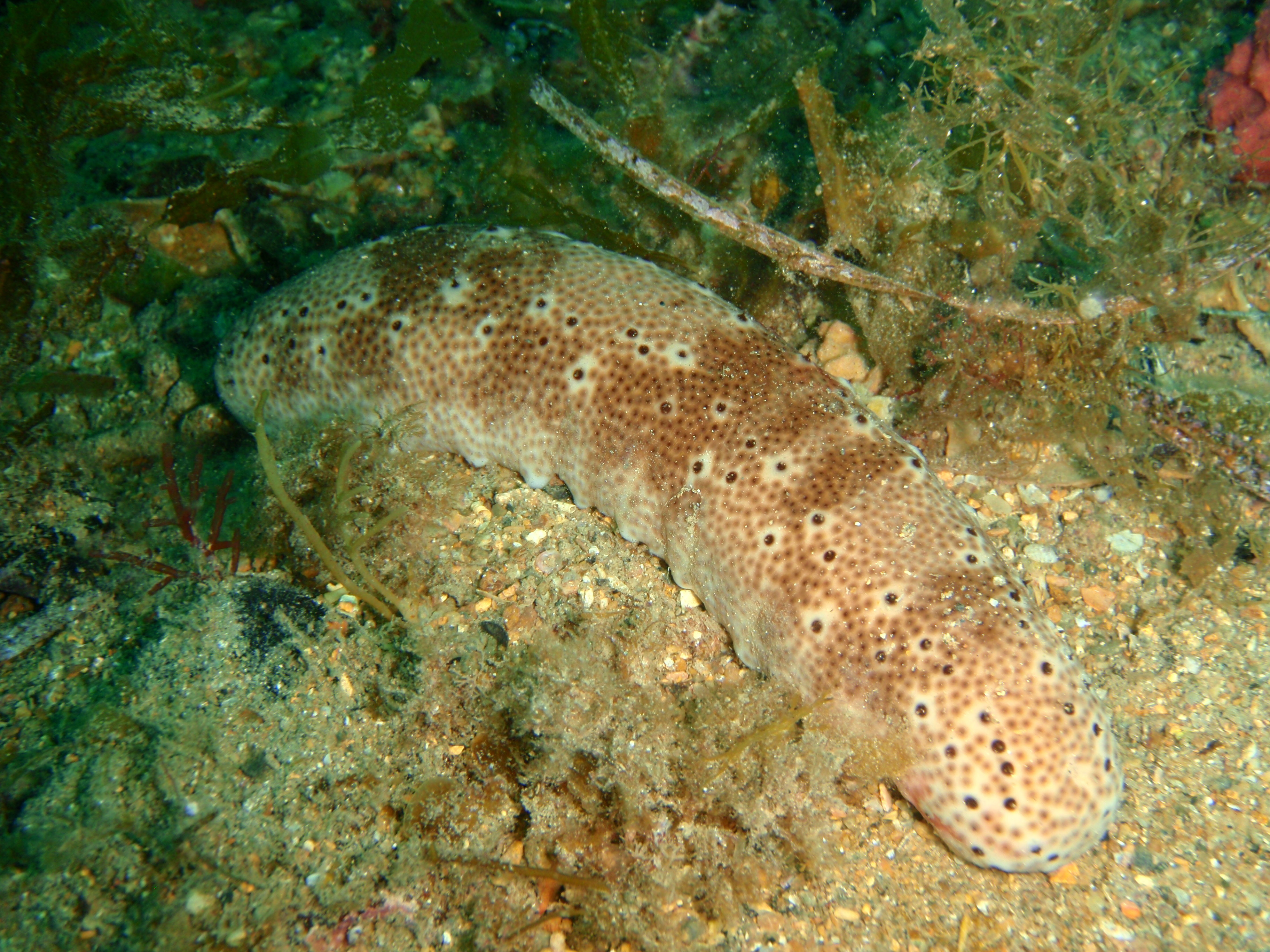
Holothuria hartmeyeri
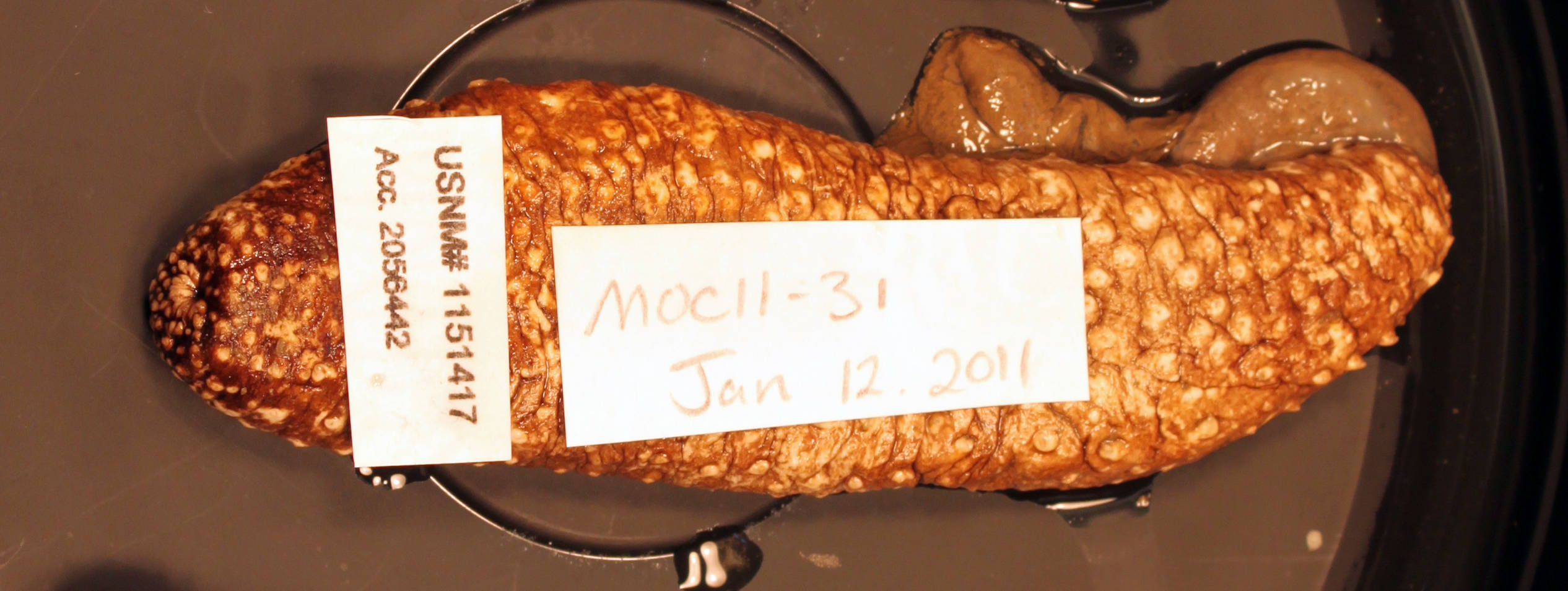
Holothuria occidentalis.